# Edwin Goldman (filmproducent)
Edwin Goldman is een Nederlandse filmproducent. Hij was de eerste producent in Nederland die tijdens zijn studie aan de Nederlandse Filmacademie een speelfilm produceerde die in de bioscoop te zien was.

## Carrière
Goldman behaalde een Master Film Studies aan de Universiteit van Amsterdam en studeerde Cinema Studies aan de New York University. In 2011 studeerde hij af aan de Filmacademie met drie eindexamenfilms, waaronder de documentaire Als ik jou niet had (Anne-Marieke Graafmans). Deze film ontving de Tuschinski Award voor beste eindexamenfilm, de VPRO Documentaireprijs, de NCP Holland Publieksprijs en werd genomineerd voor de IDFA Student Documentary Competition. In 2013 werd hij geselecteerd voor het Creative Producer’s Lab van Binger Filmlab.
In 2009 produceerde hij de speelfilm De weg naar Cádiz (Jonathan Herzberg & Shariff Korver). De film ging in première op het Nederlands Film Festival en werd in 2010 in de bioscoop uitgebracht.
Na zijn afstuderen richtte Goldman productiebedrijf Goldman Film op. Hij produceerde oa. de korte film Buddy (Niels Bourgonje), waarvoor hij ook het scenario schreef. Deze film werd voor tientallen internationale filmfestivals geselecteerd, waaronder het Oscar-kwalificerende Palm Springs International ShortFest. Ook produceerde hij de speelfilm Vals (Dennis Bots) die zijn internationale première had op het Kristiansand International Children's Film Festival in Noorwegen.
In 2018 werd bekend dat Goldman aan een televisieserie over verschillende generaties Indische Nederlanders werkt met scenarioschrijver Franky Ribbens en regisseur Michiel van Erp. In mei 2022 produceerde hij de film Foodies, waarvan het scenario gebaseerd is op zijn eigen idee.
Goldman coproduceert op vaste basis met producent Petra Goedings.